# Z̄akī Beg-e Soflá
Z̄akī Beg-e Soflá (persiska: زکی بگ سفلی, Z̄akī Beyg-e Soflá, ذَكی بِيگِ سُفلَى) är en ort i Iran.   Den ligger i provinsen Kurdistan, i den nordvästra delen av landet, 400 km väster om huvudstaden Teheran. Z̄akī Beg-e Soflá ligger 2 050 meter över havet och antalet invånare är 131.
Terrängen runt Z̄akī Beg-e Soflá är huvudsakligen platt, men åt sydost är den kuperad. Z̄akī Beg-e Soflá ligger nere i en dal. Runt Z̄akī Beg-e Soflá är det ganska glesbefolkat, med 28 invånare per kvadratkilometer. Närmaste större samhälle är Shālī Shal, 8,6 km öster om Z̄akī Beg-e Soflá. Trakten runt Z̄akī Beg-e Soflá består i huvudsak av gräsmarker.